# كلارنس هاميلتون
كلارنس هاميلتون هو سياسي كندي، ولد في 29 ديسمبر 1833 في نيو كاريسله في كندا، وتوفي في 14 يناير 1894 في كندا. حزبياً، نشط في حزب كيبيك الليبرالي. وقد انتخب عضو الجمعية الوطنية في كيبك ‏.